# 拉克雷斯
拉克雷斯（法語：La Cresse，法語發音：[la kʁɛs]）是法国阿韦龙省的一个市镇，属于米约区。

## 地理
拉克雷斯（44°10'39"N, 3°7'47"E）面积19.06 平方千米，位于法国奧克西塔尼大區阿韦龙省，该省份为法国南部内陆省份，位于法國中央高原南部，北起顺时针与康塔爾省、洛泽尔省、加尔省、埃罗省、塔恩省、塔恩-加龙省和洛特省接壤。
与拉克雷斯接壤的市镇（或旧市镇、城区）包括：孔佩尔、米约、波耶、佩尔洛、塔恩河畔里维耶尔、拉罗克圣玛格丽特。

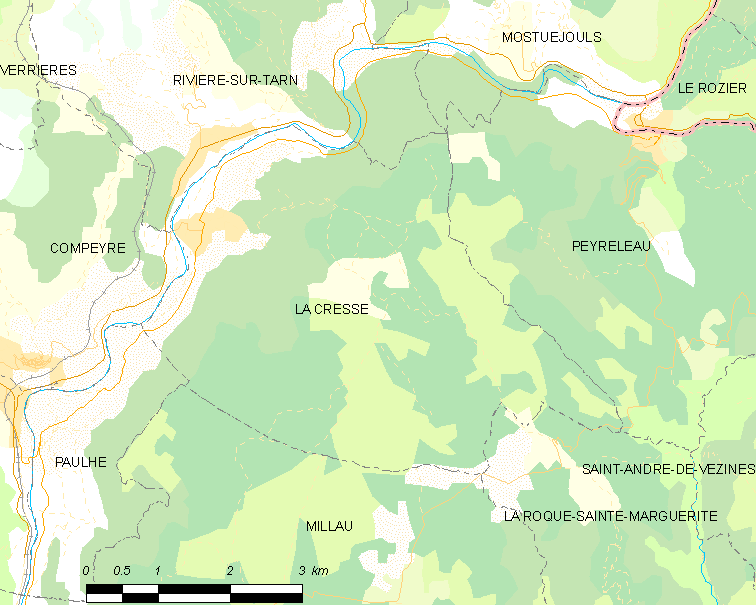
拉克雷斯的OSM定位图

拉克雷斯的时区为UTC+01:00、UTC+02:00（夏令时）。

## 行政
拉克雷斯的邮政编码为12640，INSEE市镇编码为12086。

## 政治
拉克雷斯所属的省级选区为塔恩-科斯县。

## 人口

1962-2008年间拉克雷斯人口变化图示

拉克雷斯于2022年1月1日时的人口数量为323人。